# لارغيتشي
لارغيتشي (بالفارسية: لارگیچی) هي قرية تقع في البلدة المركزية في إيران. يقدر عدد سكانها بـ 589 نسمة .